# Джаниикту
Джаниикту, Иикту — одна из основных вершин Южно-Чуйского хребта в юго-восточной части Республики Алтай, на территории Кош-Агачского района. Высота — 3922 м.

## Этимология
Джан-Иикту (Кепсель-Баш) (от алт. Jaaн — большой, Ыйык — устар. животное, посвященное в жертву, Туу— камень, гора)— букв. большая священная гора.

## Описание
Джаниикту гора с заметной видностью, является ориентиром на местности. Доминирующая вершина в долине реки Елангаш. Представляет интерес для альпинистов.

## Галерея

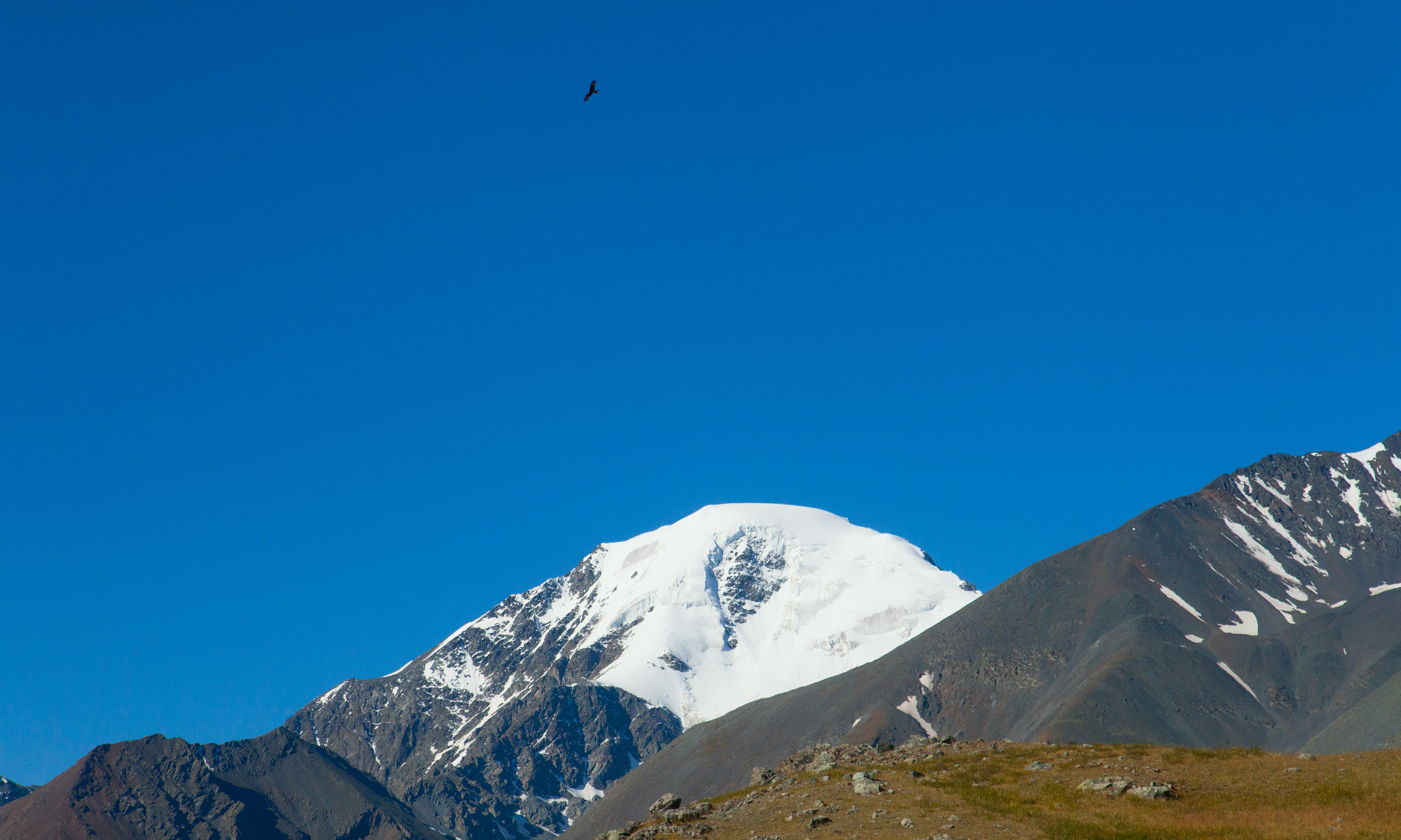
Вершина Джаниикту
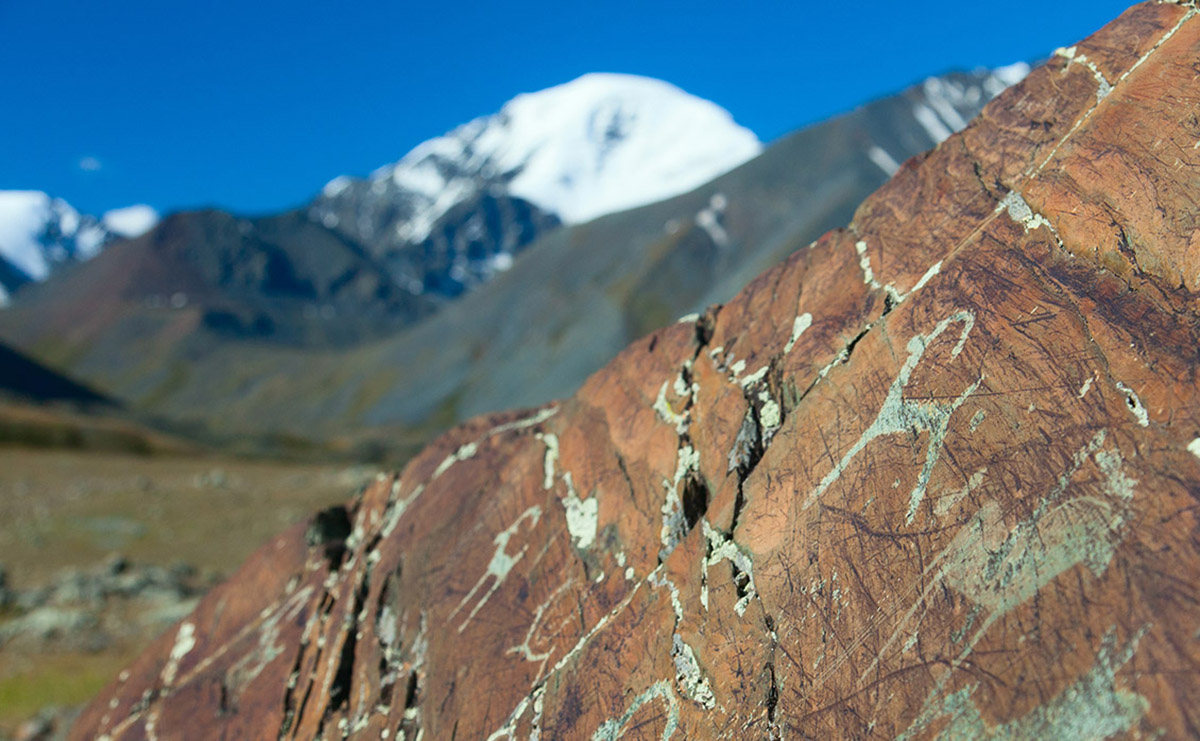
Петроглифы в долине
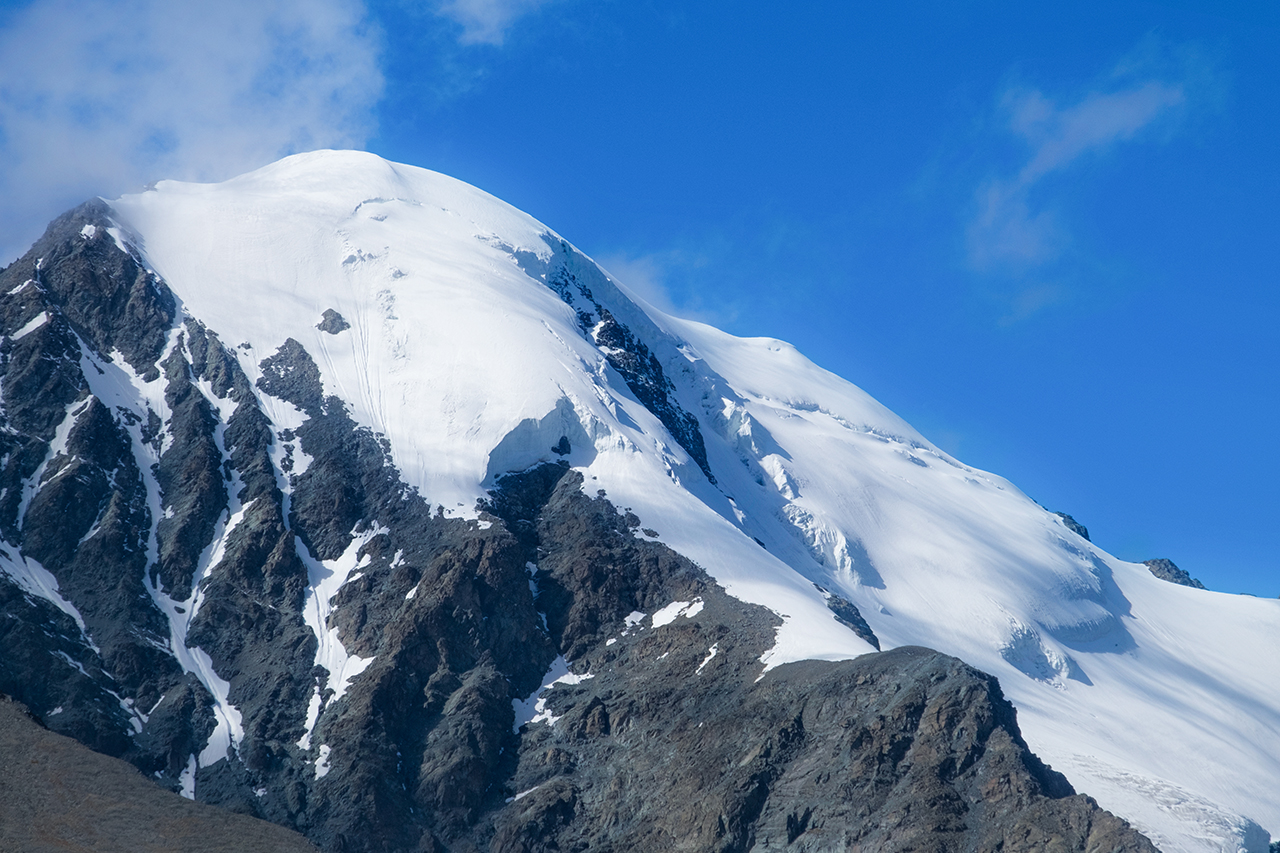
Вид вблизи
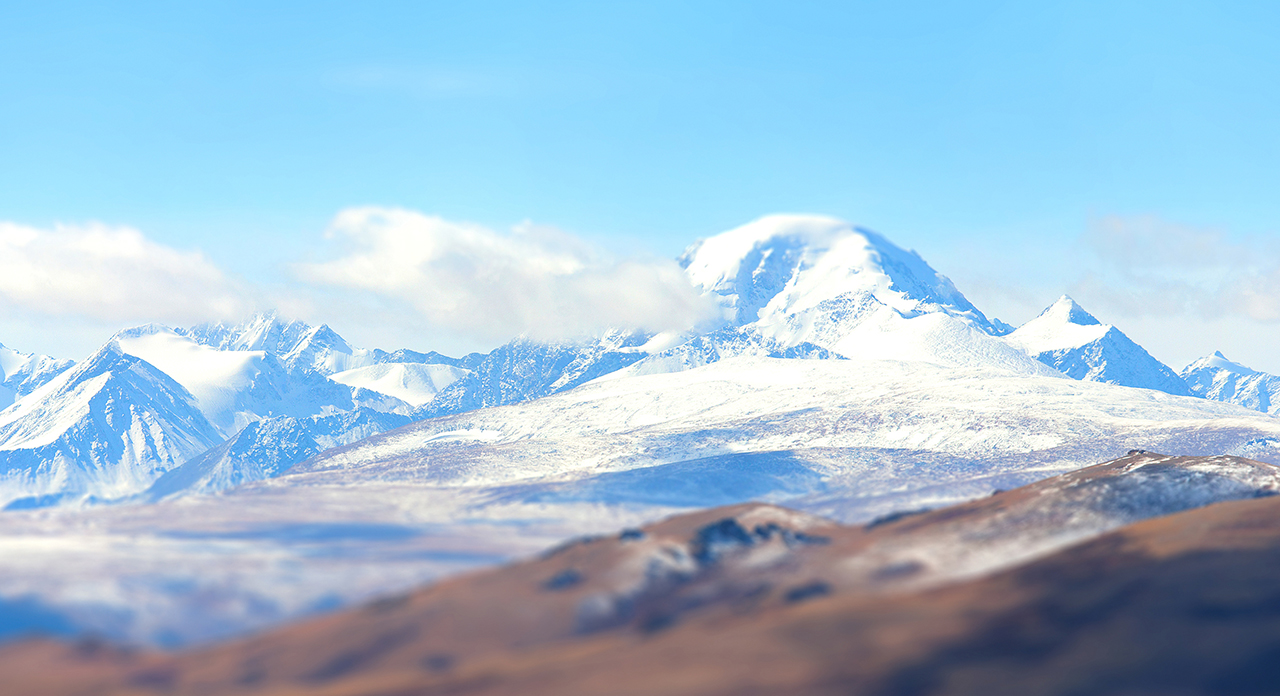
Вид на вершину с морены
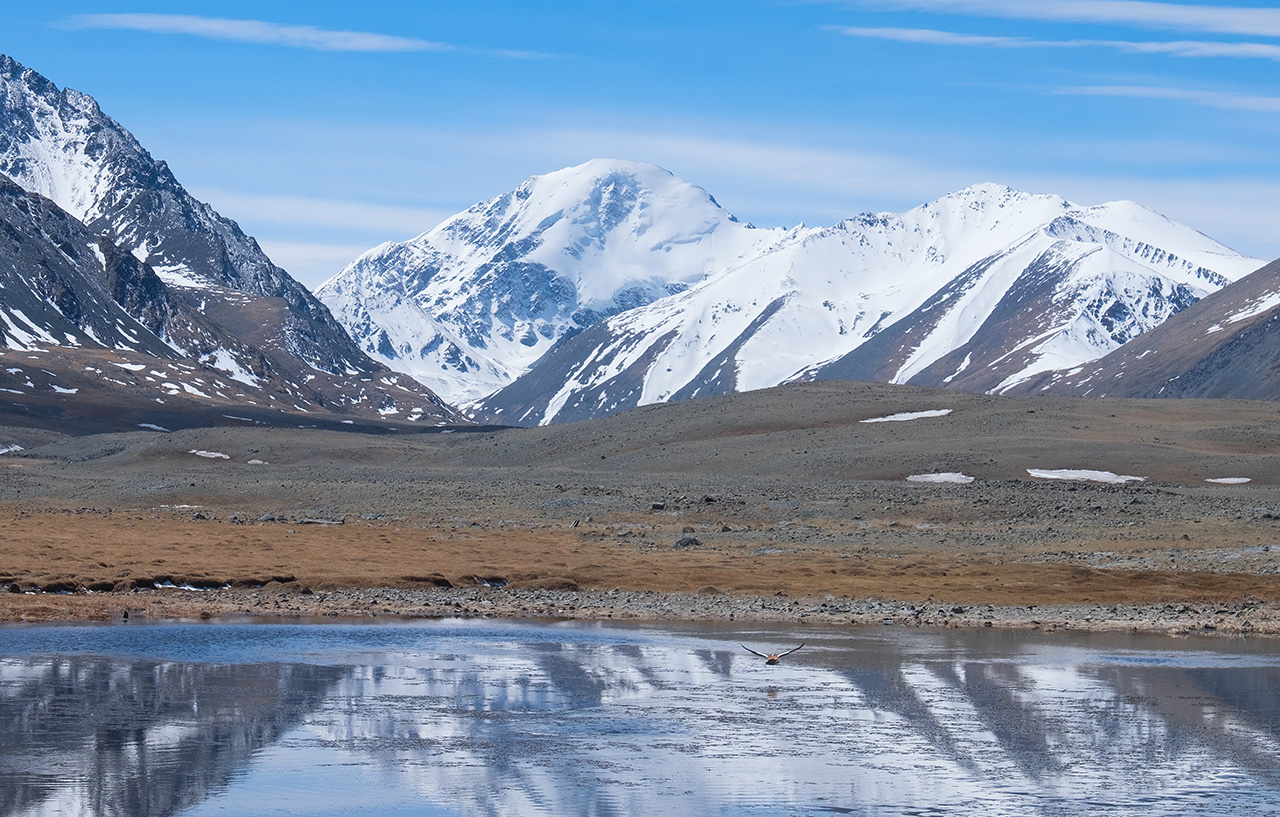
Вид на вершину из долины реки Елангаш